# Султан-Галієв Мірсаїд Хайдаргалійович
Султан-Галієв Мірсаїд Хайдаргалієвич  — радянський партійний і державний діяч, найбільш високопоставлений керівник з більшовиків серед мусульманських народів СРСР сталінського часу.

## Життєпис
Народився 13 липня 1892 року в селі Єлімбетово, зараз — Стерлібашевський район, Башкортостан (в інших джерелах вказується село Кармаскали). Помер 28 січня 1940 в Москві.
У травні 1917 бере участь в роботі Всеросійського мусульманського з'їзду в Москві та вибраної ним Всеросійської мусульманської ради, бере участь у створенні Мусульманського соціалістичного комітету в Петрограді, секретар виконкому. З початку 1917 в Наркомнаці. Травнем 1918 бере діяльну участь до підготовки майбутньої Татаро-Башкирської Радянської Республіки. Листопадом 1917 вступає в партію більшовиків.
В 1918-20 — голова Центральної мусульманської військової колегії при народному комісаріаті справ національностей РРФСР. В часі громадянської війни в Росії при переході башкирської армії липнем 1919 підписав указ про неприпустимість агітації проти Башкирської республіки та репресій проти башкирського народу.
В 1919-21 — головуючий Центрального бюро комуністичних організацій народів Сходу при ЦК РКП(б). Працював в складі колегії Народного комісаріату по справах національностей РРФСР в 1920-23.
Засновник та керівник Російської мусульманської комуністичної партії. Викладав в Комуністичному університеті народів Сходу.
У Криму був один раз, але його приїзд мав далекосяжні наслідки. Незручний та різкий у судженнях (особливо з національного питання), він давно викликав роздратування у вищих колах більшовицького керівництва. Незважаючи на високі посади, з кінця 1918 знаходився під негласним наглядом ВЧК. У березні 1921 під зручним приводом «вивчити стан справ в Криму», напередодні Х з'їзду РКП(б) з мандатом ЦК та Наркомнацу був «висланий» з Москви. Дозвіл повернутися отримав після закінчення з'їзду, де розглядалося й національне питання. В Криму детально вивчив стан справ, налагодив роботу татарського бюро обкому партії і порушив питання про припинення червоного терору. У доповіді «Про становище в Криму» зазначав: «Дуже великою помилкою є надто широке використання в Криму червоного терору. За відгуками самих кримських працівників, кількість врангелівських офіцерів, яких розстріляли по всьому Криму, досягає 20-25 тисяч. Вказують, що лише в одному Сімферополі розстріляно до 12 тисяч. Народний поголос збільшує цю цифру для всього Криму до 70 тисяч…»
Був арештований 1923 року, виключений з ВКП(б). 1928 року Султан-Галієв арештований повторно, присуджений до розстрілу, який згодом замінено на десять років таборів. Звільняється 1934 року, жив на засланні в Саратові. 1937 року заарештований втретє, розстріляний 1940 року. Посмертно реабілітований.

### Тексти Султан-Галієва
- Соціяльна революція та Схід (1919) [Архівовано 5 грудня 2016 у Wayback Machine.]
- Тези про основи соціяльно-політичного, економічного та культурного розвою тюркських народів Азії і Европи… (1924—1925) [Архівовано 20 лютого 2016 у Wayback Machine.]

### Про нього
- Тетяна Бикова. Терор радянської влади в Криму. Ч. 1 (2007) [Архівовано 25 вересня 2015 у Wayback Machine.]
- Тетяна Бикова. Терор радянської влади в Криму. Ч. 2 (2007) [Архівовано 25 вересня 2015 у Wayback Machine.]
- Роберт Ланда. Мирсаид Султан-Галиев (1999) [Архівовано 5 жовтня 2012 у Wayback Machine.](рос.)
- Антон Морван. Национал-уклонист из Облпотребсоюза [Архівовано 25 вересня 2015 у Wayback Machine.](рос.)
- Matthieu Renault, «The Idea of Muslim National Communism: On Mirsaid Sultan-Galiev» (2015) [Архівовано 12 вересня 2015 у Wayback Machine.](англ.)
- Maxime Rodinson, «Sultan Galiev — a forgotten precursor» (1961) [Архівовано 20 травня 2011 у Wayback Machine.](англ.)

1. ↑  http://kazan.bezformata.com/listnews/stalina-mirsaid-sultan-galiev/183017/
2. ↑  Identifiants et Référentiels — ABES, 2011.
3. ↑  (unspecified title) — С. 17.
4. ↑  (unspecified title) — С. 16.